# Time Project
Das Time Project ist eine Live-Musik-Installation und gleichzeitig ein multimediales Experiment mit dem Ziel, die Wahrnehmung von Zeit und Raum zu beeinflussen oder beinahe aufzuheben. Die Idee von Matthias Loibner wurde zum ersten Mal am 13. Juni 2008 im Rahmen des Oerol Festival auf der niederländischen Insel Terschelling für ein größeres Publikum umgesetzt.

## Geschichte
Die ursprüngliche Idee zum Time Project begann für Matthias Loibner beim Lauschen einer Schweizer Kuckucksuhr und bei Betrachtungen zur Zeitwahrnehmung beim Musizieren. Die fast fertige Idee (noch vor Auswahl der Musiker) nahm durch die Zusammenarbeit mit dem Produktionsteam vom Grazer Festival La Strada, insbesondere Werner Schrempf, neue Formen an. Alle ausgewählten Musikgruppen nahmen die Einladung zur Zusammenarbeit an und es fand ein erstes Treffen zur Besprechung und zum Testen einiger akustischer Phänomene im September 2007 in Wien statt. Für die künstlerische Gesamtleitung wurde der holländische Regisseur Jos Thie hinzugezogen. Er brachte für die Videos Ania Harre, für das Bühnenbild Stans Lutz und für das Lichtdesign Raier Pos in das Projekt ein. Nach Probenphasen im November 2007 (gemeinsame Surround-Programmierung der Beats), und April 2008 folgte der Aufbau für die erste öffentliche Aufführung im Juni 2008 auf der Insel Terschelling in Holland. Das Time Project wurde dort für das Oerol Festival neunmal aufgeführt, außerdem im August 2008 bei La Strada.
Time Project ist eine Koproduktion mit in situ, dem europäischen Netzwerk für Kunst im öffentlichen Raum, finanziert mit Unterstützung der Europäischen Kommission, dem Festival La Strada und dem Oerol Festival.

## Aufbau

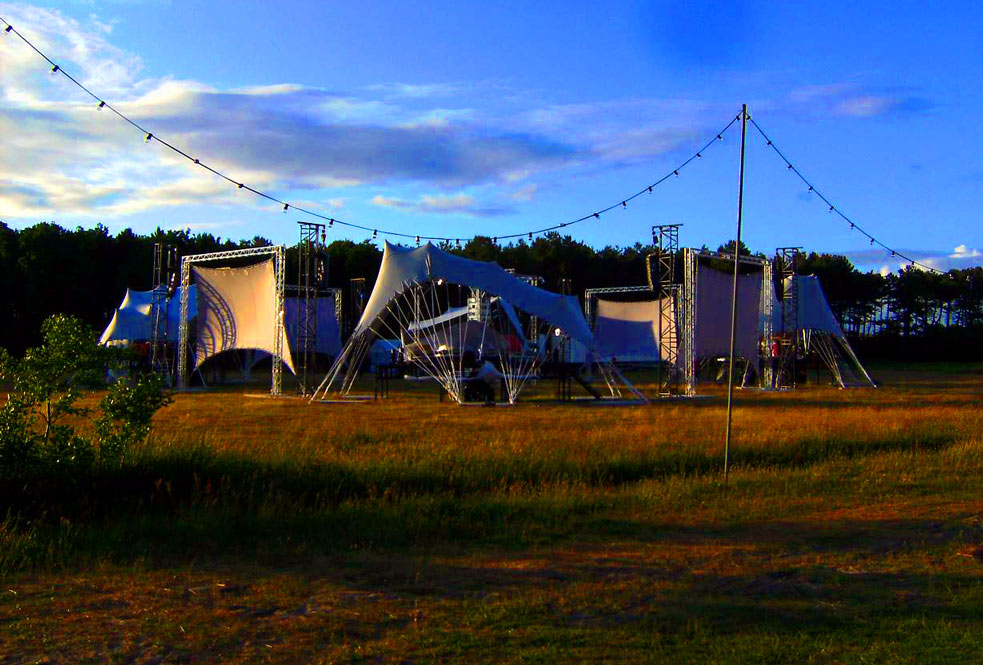
Time Project Aufbau, Terschelling 2008

Auf vier nach den Himmelsrichtungen ausgerichteten Bühnen spielen rund um etwa 1000 Zuhörer in einer Entfernung von ca. 30 Metern vier Musikgruppen aus dem Norden, Osten, Süden und Westen Europas. Zwischen den Bühnen befinden sich Leinwände für Video-Projektionen. Für jede Bühne/Musikgruppe steht ein eigenes Stereo-PA-System zur Verfügung (Oktophonie).
Die Video-Projektoren befinden sich an einem Aufbau in der Mitte, die Audiotechnik außerhalb des Bühnenzirkels.

## Ablauf
Zum steten Klang einer tickenden Uhr spielen die Musikgruppen immer im Bezug zum Tempo einer Sekunde zunächst langsam, dann immer schneller abwechselnd, schließlich ineinander greifend und letztendlich miteinander Musik für die Dauer von einer Stunde (3600 Sekunden).

## Mitwirkende

### Norden: Snö
Die Band Snö aus Schweden kombiniert traditionelle, schwedische Tanzmusik, die auf alten nordischen Folkinstrumenten gespielt wird, mit live-loops und samples. Die Musiker stammen aus den führenden Folk-Musik Gruppen Schwedens, wie Hedningarna, Garmarna, Hurdy-gurdy, Godrun und Boot.
- Anders Norudde – Geige (violin), Säckpipa (bagpipe), Nyckelharpa (keyed fiddle), Kohorn (cowhorn)
- Samuel Andersson – Oktav Viola, Slagbordun, Tambourin, Geige, live-loops
- Stefan Brisland Ferner – Drehleier, Geige, electronics
- Totte Mattsson – Drehleier, Mandora, live electronics

### Osten: Mitsoura
Mitsoura aus Ungarn ist die Band um die Roma-Sängerin Mónika Juhász Miczura und verbindet alte pannonische Vokaltraditionen mit Ambient und Breakbeats.
- Mónika Juhász Miczura (Mitsou) – Gesang, Percussion
- András Monori – Gadulka, Kaval, Sopransaxofon, Ektar, Zurna
- Péter Szalai – Tabla, Percussion, Konnakol
- Miklós Lukács – Cimbalom
- Márk Moldvai – live electronics, percussion

### Süden: Pallyria
Die Band Pallyria aus Griechenland fusioniert Musik des Mittelmeerraumes mit Elektro.
- Panagiotis Kaperneka – Gesang, Madura
- Andreas Arvanitis – Lyra
- Kostas Haller – live electronics
- Takis Tsourgiannis – E-Bass, Percussion
- Panos Katsikiotis – Schlagzeug, Stimme

### Westen: Familha Artús
Die Band Familha Artús aus der Gascogne verbindet traditionelle okzitanische Musik mit Progressive Rock und Elektronik.
- Matèu Baudoin – Gesang, Bassgitarre, Tambourin à cordes, Flöten, Perkussion
- Tomàs Baudoin – Gesang, Boha, Maultrommel, Flöten, Perkussion
- Roman Baudoin – Alto-Drehleier
- Pairbon (Roman Colautti) – Bassgitarre, Baritongitarre, Perkussion
- Shape2 (Nicolas Godin) – live electronics, Perkussion

### Team
- Video: Ania Harre (D, NL)
- Bühnenbild: Stans Lutz (NL)
- Licht: Raier Pos (NL)
- Sound-Technik: Stefan Bauer (A), Joseph Jabbour (A), Hendrik de Winter (NL)
- künstlerische Leitung: Jos Thie (NL)
- Idee: Matthias Loibner (A)

## Inhalt
Die Musik folgt während des 3600 Sekunden (60 Minuten) dauernden Ablaufs immer dem Tempo einer Sekunde oder deren einfachen Teilern (60, 120, 180, 240 bpm). Zu bestimmten Zeitpunkten wechselt die Art, der Klang, die kulturelle Herkunft, die Musiker, die Melodie, der Rhythmus, die Harmonie und die Wahrnehmungsrichtung der Musik gleichzeitig, während das Tempo (der beat) gleich bleibt. Die Kraft des Wechsels dieser wesentlichen Parameter lässt die Bedeutung und Wahrnehmbarkeit der physikalische Einheit einer Sekunde gegenüber dem vermittelten Inhalt beinahe verschwinden.
Dasselbe geschieht mit der Wahrnehmung des Raumes, in der die 30 × 30 Meter für die Zuhörer ca. 5.000 × 5.000 Kilometern geografischer Entfernung der verschiedenen kulturellen Ursprünge und noch größere Distanzen, durch das verwendete musikalische Material hervorgerufener Assoziationen, gegenüberstehen.
Die schlagartigen Wechsel des Inhaltes (der Musik, mit Unterstützung von Video-Projektionen, meist links und rechts der jeweils bespielten Bühnen) finden zunächst selten und dann immer öfter, bis zu 4-mal pro Sekunde statt (240 bpm). Dies ist ein Tempo, in dem für den Zuhörer nicht mehr klar ist, ob die einzelnen Musikgruppen hintereinander oder miteinander musizieren. Dementsprechend verschmilzt die Musik ab einem bestimmten Zeitpunkt akustisch zu einem Ganzen (vergleichbar mit dem optischen Phi-Effekt). Dabei nähert sich keine Musikgruppe stilistisch, kulturell, klanglich oder örtlich einer anderen an.
Dieses Verschmelzen ist ein zentrales Element des Time Project. Die Erfahrung der Vereinigung (der verschiedenen Kulturen, Musikstile, Klänge, Musikgruppen aber auch der Zuhörer) tritt anstelle der der Wahrnehmung entzogenen Dimensionen des Raums und der Zeit.
Inspiriert von der Kompositionstechnik der punktuellen Musik, wie sie auch in baskischer (Txalaparta) oder ostafrikanischer (Amadinda) Xylophonmusik vorkommt, in der zwei unabhängige Stimmen sich zu einer dritten ergänzen, ergeben diese interlocking patterns beim Time Project aus den Klängen aus Nord, Ost, Süd, West ein fünftes musikalisches Element.
Im Ablauf werden die 3600 Sekunden Dauer des Time Project auch als Jahre, Jahreszeiten, Monate, Wochen, Wochentage, Tage und Stunden interpretiert. Die durch einfache Teilung errechneten Zeitpunkte sind Grundlage der musikalischen Wechsel während des Ablaufs und sollen verschiedene europäische Zeitmodelle in einem Punkt vereinen.
Die berühmte Zahlenfolge von Leonardo Fibonacci wird zur Beschleunigung des Ablaufs in umgekehrter Reihenfolge verwendet. Dies hat außerdem zur Folge, dass sich die Längen der einzelnen Musikfragmente zueinander immer weiter vom Goldenen Schnitt wegbegeben, die Ordnung des Ablaufs sich also zunehmend auflöst.
Die Komposition des Time Project betrifft größtenteils die zeitliche Abfolge der musikalischen Fragmente, die Musik selbst entstammt dem bestehenden Repertoire der Musikgruppen oder wurde von diesen für das Time Project komponiert.
Durch den gesamten Aufbau und Ablauf wird die rechte Gehirnhälfte mit den ihr eigenen Aufgaben Intuition, Gefühl, Spontaneität, Sprunghaftigkeit, Neugier, Synthese, Überblick, Kunst, Tanz, Musik, Ganzheitlichkeit, Zusammenhänge, Raumempfinden stark stimuliert und die linke Gehirnhälfte (verantwortlich für Sprache, Lesen, Rechnen, Ratio-Logik, Regeln, Konzentration auf einen Punkt, Analyse, Zeitempfinden, Linearität) bewusst verwirrt. Zur Verstärkung werden auch subtil unterschiedliche Bilder links und rechts neben der bespielten Bühne eingesetzt. Dadurch wird ein traumartiger Zustand unterstützt und öffnet die Zuhörer für nicht erklärbare Phänomene.
Die regionalen Klänge, Instrumente und deren Spielweisen sind vielen Zuhörern fremd und werden wie aus einer anderen Zeit/Welt wahrgenommen. Durch eine scheinbare oberflächliche Ähnlichkeit der Musikgruppen wird jedoch eine traumähnliche Assoziationskette, in der Fremdes in immer neuen Variationen auftaucht, unterstützt (z. B. schwedische und französische Drehleiern, kretische Lyra und bulgarische Gadulka).
Die Auswahl der Musikgruppen ist ein weiteres zentrales Element des Time Project. Die vier bands (Snö, Mitsoura, Palyrria, Familha Artús) verbinden traditionelle Musik ihrer Herkunftsregion mit heutigen Musikstilen, wobei folgende gemeinsamen Merkmale wesentlich sind:
- tiefe Auseinandersetzung mit den musikalischen Wurzeln und jahrelange, spielerische Annäherung an zeitgenössische Musikstile
- Entwicklung einer individuellen imaginären Folklore
- tradierte Melodien, sounds und Spielweisen beeinflussen andere Stile nachhaltig (z. B. durch eigene samplebanks mit den Klängen akustischer Musikinstrumente)
- ausgewogene Balance zwischen akustischen und elektrischen, zwischen tiefen und hohen sowie zwischen kräftigen und fragilen sounds
- ein regional typisches, akustisch gut identifizierbares Instrument in zentraler Rolle
- Verwendung von Gesang und regionaler Sprachen

Die Verwendung von traditioneller Musik beim Time Project geht von der Annahme aus, dass traditionelle Musik durch den Umstand der auralen Weitergabe besonders reich an Nuancen, die die emotionale Ebene der Musik betreffen, ist, da diese erfahren wird, bevor deren Ausführung erlernt wird. Die oft mehrschichtigen Arrangements mit den Ornamenten traditioneller Musik ergeben besonders dichte Texturen.
Traditionelle Musik, zu der auch jüngere populäre Musikrichtungen wie Pop, Rock, Jazz, Techno etc. mit allen Variationen gehören, hat die Eigenschaft fortwährender Veränderung unterworfen zu sein (vergleiche: „Tradition ist nicht das Halten der Asche, sondern das Weitergeben der Flamme.“ Thomas Morus u. a.) und ist damit ein besonders aussagekräftiges Symbol für das „Jetzt“.
Das Bühnenbild mit den zelt- und segelhaften Elementen verbindet den archaischen Charakter eines Nomadendorfes mit der utopischen Vorstellung einer Weltraumsiedlung und erzeugt einen geschlossenen Rahmen für die Zuhörer, lässt aber gleichzeitig Lücken zur Wahrnehmung des Umfeldes offen.
Die vier unabhängigen Videos kombinieren Ausschnitte aus privaten Aufnahmen der Musiker, regionaltypische Elemente mit modernen und urbanen Eindrücken in oft unmöglichen Größen- und perspektivischen Verhältnissen.

## Technik
Musik, Licht und Video des Time Project laufen synchron.
Ein Harddiskrecorder fungiert als zentraler Zeitgeber und liefert Wordclock und Midi Time Code (MTC). Dieser wird zunächst für ein zentrales Display und 2 Audio-Computer gesplittet (Master und Backup), die als slave je 4 Stereo-Tracks und 8 Mono Click-Tracks für das In-Ear-Monitoring der Musiker abspielen, Midi-Steuerung an das digitale Mischpult senden und zusätzlich MTC als Backup zum Harddiskrecorder generieren. Danach wird der Timecode weiter verteilt zur Synchronisation von Licht, der 4 unabhängigen Video-Projektionen und von weiteren 4 Audiocomputern auf den Bühnen, zur Erzeugung synchronisierter Audio-Effekte und zur Darstellung des Ablaufs für die Musiker.
Der Live-Sound aller 4 PA-Systeme und 8 Stereo Monitorwege werden über ein zentrales Mischpult (Yamaha PM1D) geregelt um jedes Signal beliebig im Raum positionieren zu können. Samples und Effekte, die sich im Raum bewegen, laufen größtenteils automatisiert ab.